# 傍尿細管毛細血管
傍尿細管毛細血管（ぼうにょうさいかんもうさいけっかん）は、ネフロンの傍らを伝う毛細血管で、血液とネフロンとの間で物質の再吸収と分泌を担う血管である。傍尿細管毛細血管では、身体を保つために必要なイオンとミネラルは、能動輸送や二次性能動輸送、トランスサイトーシス系によって再吸収される。必要なイオンと排出される老廃物はネフロンの毛細血管で交換され膀胱へ送られ体外に排出される。傍尿細管毛細血管での大部分の物質の透過は濃度勾配による浸透圧とナトリウムポンプで行われている。